# Beehive Geyser
Beehive Geyser (en anglais : « geyser de la ruche ») est un geyser de type « cône » situé dans le Upper Geyser Basin dans le parc national de Yellowstone aux États-Unis. Son cône de 1,2 m de haut ressemble à une ruche (beehive en anglais), d'où le nom du geyser. Beehive's Indicator (« indicateur de Beehive » en anglais) est un petit geyser situé à environ 3 mètres de Beehive.

## Histoire
Le 18 septembre 1870, les membres de l'expédition Washburn-Langford-Doane entraient dans l'Upper Geyser Basin le long de la rivière Firehole. Pendant une journée et demie d'exploration, les explorateurs baptisèrent sept geysers dont ils observèrent les éruptions. Beehive était l'un d'eux. Ce qui suit est la description faite par Langford du geyser Beehive, dans son compte-rendu de l'expédition de 1871 :

« A hundred yards distant from The Giantess was a silicious cone, very symmetrical but slightly corrugated upon its exterior surface, three feet in height and five feet in diameter at its base, and having an oval orifice twentyfour [sic] by thirty-six and one-half inches in diameter, with scalloped edges. Not one of our company supposed that it was a geyser; and among so manywonders [sic] it had almost escaped notice. While we were at breakfast upon the morning of our departure a column of water, entirely filling the crater, shot from it, which, by accurate triangular measurement, we found to be two hundred and nineteen feet in height. The stream did not deflect more than four or five degrees from a vertical line, and the eruption lasted eighteen minutes. We named it "The Beehive." »

— Nathaniel P. Langford, The Wonders of the Yellowstone
Ce que l'on pourrait traduire par :

« À une centaine de verges de The Giantess se trouvait un cône siliceux très symétrique mais légèrement ondulé sur sa surface extérieure, de trois pieds de hauteur et cinq pieds de diamètre à sa base, et ayant un orifice ovale de vingt-quatre par trente-six et demi pouces de diamètre, à bords festonnés. Pas une personne de notre groupe n'a supposé que c'était un geyser, et parmi tellement de merveilles, il était presque passé inaperçu. Alors que nous prenions notre petit-déjeuner le matin de notre départ, une colonne d'eau, remplissant entièrement le cratère, a jailli de celui-ci, qui faisait, par une triangulation précise, deux cent dix-neuf pieds de hauteur. Le flux d'eau n'a pas dévié de plus de quatre ou cinq degrés à partir de la verticale, et l'éruption a duré dix-huit minutes. Nous l'avons appelé "The Beehive". »

— Nathaniel P. Langford, The Wonders of the Yellowstone

## Éruptions
Les éruptions de Beehive durent environ 5 minutes et atteignent 61 m de hauteur. Le geyser conserve cette hauteur pendant toute la durée de l'éruption, sauf à la fin où elle diminue légèrement. Un jet de vapeur rugissant conclut l'éruption et peut être entendu à 400 mètres de distance. L'intervalle entre deux éruptions peut aller de 16-18 heures à une journée durant l'été. Les éruptions pendant l'hiver sont très irrégulières. Il y a des moments à la fois en été et en hiver pendant lesquels il y a une série d'éruptions assez régulières. Ces éruptions ont un intervalle de 10 à 20 heures avec des intervalles plus longs vers la fin de la série d'éruptions. Pendant l'été 2009, Beehive entrait en éruption toutes les 11 à 14 heures de façon prévisible.
Près de Beehive se trouve un plus petit geyser qui peut être souvent utilisé comme prédicteur d'une éruption de Beehive. Ce geyser, nommé Beehive's Indicator, entre en éruption (son jet d'eau ayant une hauteur généralement comprise entre 4,6 et 7,6 m) entre quelques secondes et 30 minutes avant que Beehive n'entre en éruption, en moyenne de 15 à 20 minutes avant. Une fois que Beehive commence à entrer en éruption, Beehive's Indicator continue à expulser de l'eau pendant une partie de l'éruption de Beehive, puis s'arrête.
Pendant trois ans dans les années 1990, Beehive était inactif. Pendant ce temps, Beehive's Indicator entrait en éruption pendant de longues périodes, jusqu'à 60 minutes, sans éruption de Beehive.

## Galerie de photos

Photos de Beehive
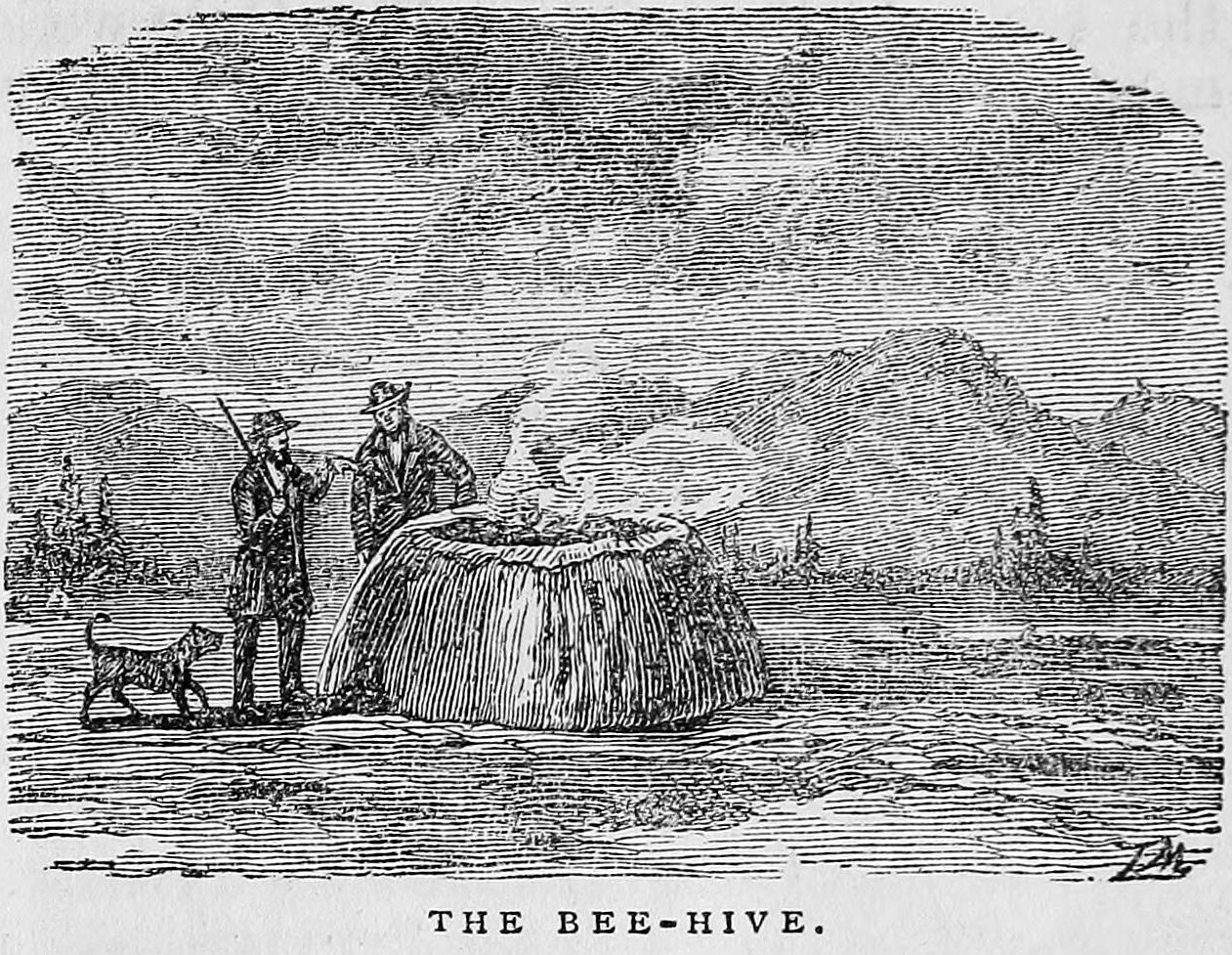
Croquis de 1871 de Beehive[2].
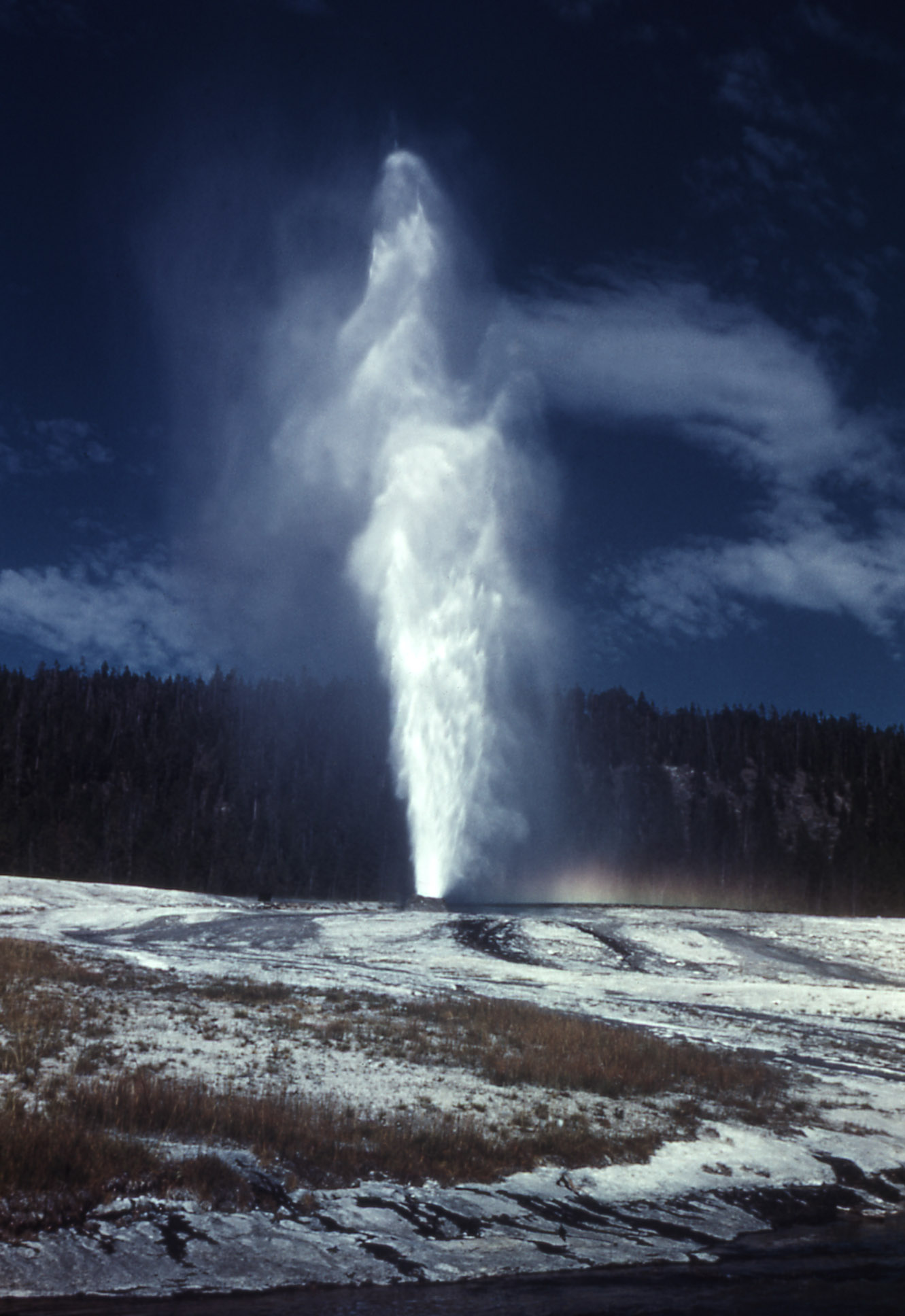
Éruption.
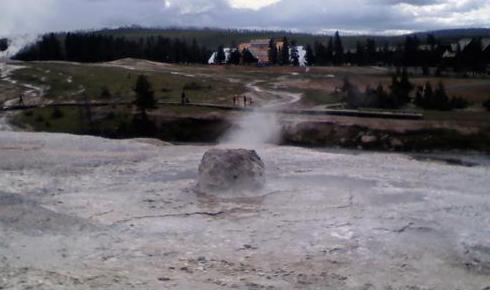
Le geyser entre deux éruptions.
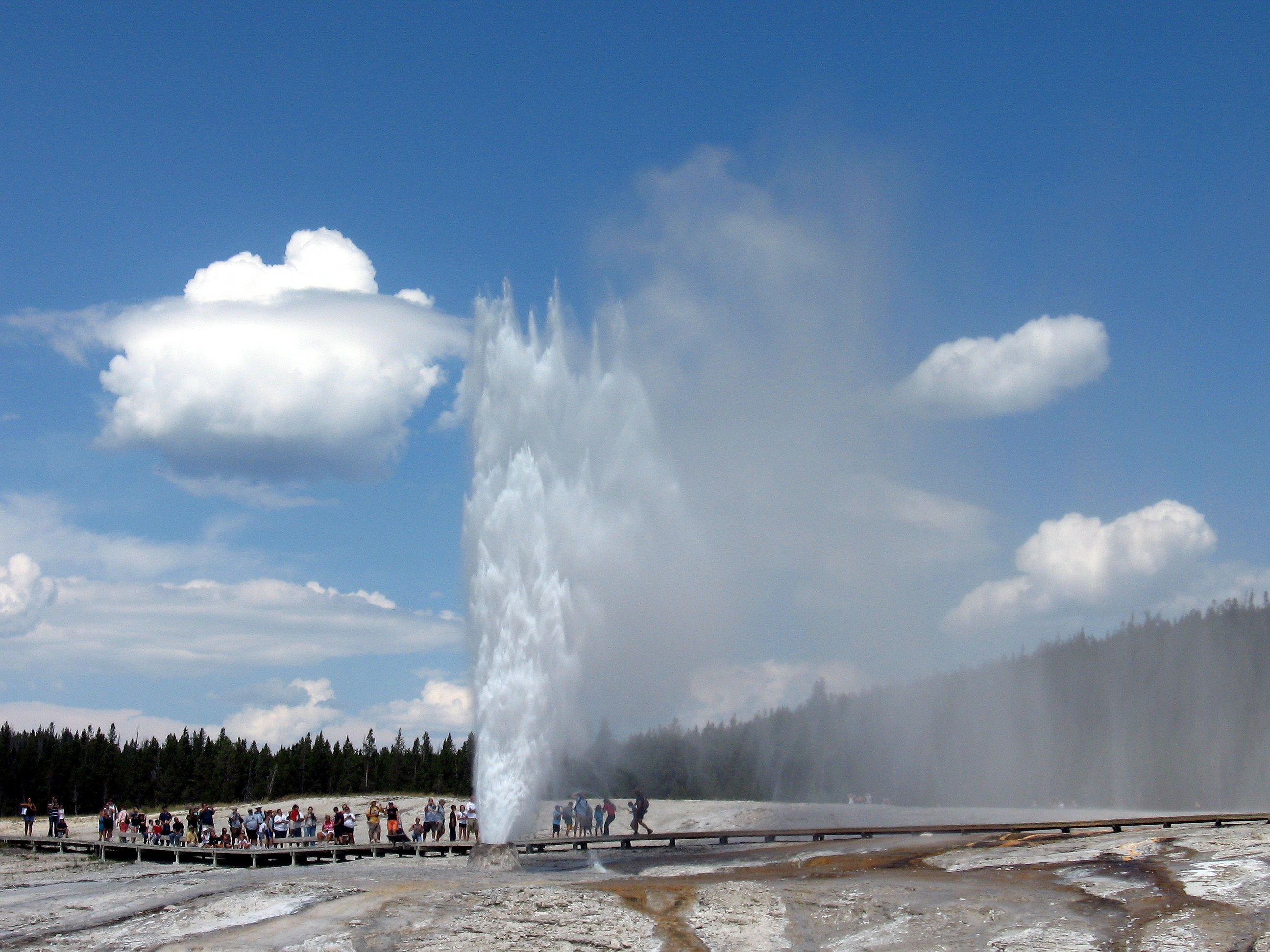
Éruption en été.